# Caroline Frances Cooke
Caroline Frances Cooke (29 dicembre 1875 – 8 luglio 1962) è stata un'attrice e sceneggiatrice statunitense di film muti.

## Biografia
Venne scritturata nel 1913 e recitò in circa 15 film tra il 1913 e il 1916. Ebbe poi due brevi ruoli vent'anni dopo, nel 1926 e nel 1939. Nel 1939 apparve nel classico Il figlio di Frankenstein interpretando il ruolo di Mrs. Neumüller.
Recitò con Charlotte Burton nel film The Rose of San Juan, che fu il suo primo film. Nel 1914 scrisse la sceneggiatura di The Story of the Olive.

## Filmografia
- The Rose of San Juan (1913)
- The Sands of Time (1913)
- Roses of Yesterday (1913)
- A Daughter of the Confederacy (1913)
- Destinies Fulfilled (1914)
- At the Potter's Wheel (1914)
- A Blowout at Santa Banana (1914)
- Il grillo del focolare (1914)
- The Call of the Traumerei (1914)
- The Turning Point (1914)
- The Last Supper (1914)
- David Gray's Estate (1914)
- The Story of the Olive (1914)
- The Navy Aviator (1914)
- Metamorphosis (1914)
- The Envoy Extraordinary (1914)
- The Missing Clue (1915)
- The Island of Surprise (1916)
- The Bells (1926)
- Il figlio di Frankenstein (1939)